# Wojska (gmina)
Wojska – dawna gmina wiejska istniejąca do 1928 roku w woj. poleskim II Rzeczypospolitej (obecnie na Białorusi). Siedzibą władz gminy była wieś Wojska (258 mieszk. w 1921 roku).
W okresie międzywojennym gmina Wojska należała do powiatu brzeskiego w woj. poleskim. Gminę zniesiono 18 kwietnia 1928 roku, a jej obszar włączono do gmin Dmitrowicze i Ratajczyce.